# Alphonse Decorte
Pour les articles homonymes, voir Decorte.
Alphonse Decorte, né le 2 août 1909 à Bruges et décédé dans la même ville le 31 mai 1977, est un joueur de football belge. Il effectue toute sa carrière au Cercle de Bruges, de 1927 à 1936. Considéré plutôt comme un remplaçant de luxe que comme un titulaire, il est néanmoins meilleur buteur de l'équipe deux saisons consécutives. Il compte également un titre de champion de Belgique à son palmarès.

## Biographie
Alphonse Decorte voit le jour le 2 août 1909 à Bruges. Il s'affilie durant son enfance au Cercle de Bruges, un des deux grands clubs de football de la ville. Il passe par les différentes équipes d'âge du club, et fait ses débuts en équipe première le 23 octobre 1927 contre le Beerschot, qui se solde par une défaite 5-1 de son équipe. Il est régulièrement appelé dans le noyau, mais ne joue pas systématiquement, la concurrence en attaque étant assez rude avec des joueurs comme Arthur Ruysschaert, Michel Vanderbauwhede ou encore Gérard Devos.
Le premier haut fait de sa carrière est le titre remporté en 1930 lors de la dernière journée du championnat. Decorte ne joue que dix matches sur la saison, mais inscrit tout de même six buts. Il rate toute la saison suivante pour cause de service militaire, puis revient dans l'équipe en 1931. Il est plus souvent titulaire, et réalise la meilleure saison de sa carrière, inscrivant 14 buts en 21 matches, faisant de lui le meilleur buteur du Cercle cette saison-là. Encore régulièrement membre de l'équipe de base la saison suivante, il est à nouveau le meilleur « scoreur » des « vert et noir », mais avec seulement cinq buts. Par la suite, il perd progressivement sa place sur le front de l'attaque. Il dispute son dernier match le 29 décembre 1935, subissant une cinglante défaite 1-6 des œuvres du Daring. Le Cercle sera relégué pour la première fois de son Histoire en fin de saison, et Alphonse Decorte met un terme à sa carrière de joueur.

## Palmarès
- 1 fois champion de Belgique en 1930 avec le Cercle de Bruges

## Statistiques
| Saison                | Club                  | Championnat           | Championnat | Championnat | Coupe(s) nationale(s) | Coupe(s) nationale(s) | Total | Total |
| Saison                | Club                  | Division              | M.          | B.          | M.                    | B.                    | M.    | B.    |
| 1927-1928             | Cercle Bruges KSV     | Division 1            | 4           | 1           | -                     | -                     | 4     | 1     |
| 1928-1929             | Cercle Bruges KSV     | Division 1            | 15          | 4           | -                     | -                     | 15    | 4     |
| 1929-1930             | Cercle Bruges KSV     | Division 1            | 10          | 6           | -                     | -                     | 10    | 6     |
| 1931-1932             | Cercle Bruges KSV     | Division 1            | 21          | 14          | -                     | -                     | 21    | 14    |
| 1932-1933             | Cercle Bruges KSV     | Division 1            | 16          | 5           | -                     | -                     | 16    | 5     |
| 1933-1934             | Cercle Bruges KSV     | Division 1            | 9           | 5           | -                     | -                     | 9     | 5     |
| 1934-1935             | Cercle Bruges KSV     | Division 1            | 7           | 0           | -                     | -                     | 7     | 0     |
| 1935-1936             | Cercle Bruges KSV     | Division 1            | 1           | 0           | -                     | -                     | 1     | 0     |
| Total sur la carrière | Total sur la carrière | Total sur la carrière | 83          | 35          | -                     | -                     | 83    | 35    |

### Sources et liens externes
- (nl) Fiche du joueur sur Cercle Museum